# Агеева, Лидия Васильевна
Лидия Васильевна Агеева (1907 — дата смерти неизвестна) — советская шахматистка, участница и призёр первых финалов чемпионатов СССР по шахматам среди женщин. Двукратная победительница чемпионата Ленинграда по шахматам среди женщин (1933, 1934). 

## Биография
В 1920-е и 1930-е годы была одной из ведущих шахматисток Ленинграда. Была участницей всех женских олимпиад Ленинграда, дважды подряд становилась победительницей чемпионата города Ленинграда по шахматам среди женщин (1933, 1934).
Участница первых пяти финалов чемпионата СССР по шахматам среди женщин (1927, 1931, 1934/1935, 1936, 1937). В первом чемпионате в 1927 году была претенденткой на победу и в итоговой таблице только на пол-очка отстала от победительницы Ольги Рубцовой. Также в остальных чемпионатах претендовала на высокое место, и в 1931 году поделила 4—6-е место, в 1934/1935 году поделила 2—5 место, а в 1936 и в 1937 годах была на четвертом месте.
По поводу места и времени смерти Лидии Васильевны Агеевой нет достоверных сведении, но вероятнее всего она погибла в начальный период Великой Отечественной войны.
Жила в Невском районе на ул. Мартыновской (ныне ул. О. Берггольц). Выписана 16 сентября 1942 года в связи с эвакуацией. После этого её дальнейшая судьба неизвестна.